# Specii (film)
Specii este un film SF de groază din 1995 regizat de  Roger Donaldson, cu Natasha Henstridge, Ben Kingsley, Michael Madsen, Alfred Molina, Forest Whitaker și Marg Helgenberger în rolurile principale. Filmul prezintă un grup de oameni de știință care încearcă sa urmărească și să prindă o seducătoare extraterestră criminală înainte ca aceasta să se împreuneze cu succes cu un bărbat uman.
Filmul este urmat de o  altă producție cinematografică în 1998, Specii II, în care Henstridge, Madsen și Helgenberger joacă în aceleiași roluri. Acest film a fost urmat de un alt film direct-pe-video Specii III în 2004 și de Specii IV - Reînvierea  în 2007, ultimul fiind un film separat și nu o continuare oficială a primelor trei filme.

## Prezentare
În timpul unui program SETI, oamenii de știință pământeni trimit un mesaj în spațiul cosmic (în film se arată că este vorba despre mesajul Arecibo(en)) cu informații despre locuitorii Pământului, structura lor ADN etc., în speranța de a găsi viață extraterestră.  Ei recepționează apoi o transmisiune extraterestră care le dezvăluie cum să creeze un combustibil superior celor existente. Ca urmare a acestor date, cercetătorii umani concluzionează că cei care au trimis mesajul nu sunt ostili, dimpotrivă. Într-o a doua transmisiune extraterestră, cercetătorii primesc informații despre un ADN extraterestru împreună cu instrucțiuni de mixare a acestuia cu cel uman. O echipă americană guvernamentală condusă de Xavier Fitch (Ben Kingsley) încep cercetările în domeniu și după sute de experimente genetice realizează o femeie cu ADN extraterestru și uman; sperând că o femeie ar fi mai docilă și ușor de controlat. Femela este numită Sil și în 3 luni crește cât o fată normală de 12 ani.
Izbucnirile violente ale lui Sil în timpul somnului fac ca oamenii de știință să o considere ca fiind o amenințare. Ei încearcă să o omoare folosind cianură, dar Sil iese din celula sa de izolare și scapă din laborator. Guvernul adună o echipă compusă din antropologul Dr. Stephen Arden (Alfred Molina), biologul molecular Dr. Laura Baker (Marg Helgenberger), empaticul Dan Smithson  (Forest Whitaker) și mercenarul Preston "Press" Lennox (Michael Madsen), într-o operațiune de urmărire și distrugere a țintei. Sil se transformă rapid într-o femeie adultă (Natasha Henstridge) de douăzeci și ceva de ani și călătorește cu trenul spre Los Angeles. Acest lucru face ca urmărirea ei să fie extrem de dificilă. Ea este incredibil de puternică și de inteligentă, având puteri uimitoare de regenerare. Oamenii de știință se tem ca s-ar putea împerechea cu masculi umani și astfel ar naște urmași care ar putea eradica rasa umană. Sil este lipsită de inhibiții atunci când este vorba de uciderea oamenilor care stau în calea ei și își dorește să producă urmași cât mai repede posibil. Ea se transformă frecvent în forma ei extraterestră, o creatură bipedă cu tentacule pe umeri și la spate.
Sil încearcă să se împerecheze cu primul bărbat pe care-l întâlnește într-un club de noapte, dar după ce simte că acesta este diabetic, îl respinge. Nemulțumit, bărbatul încearcă să inițieze actul sexul forțat, forțând-o să-l omoare prin străpungerea craniului cu limba. Apoi ea încearcă să se împerecheze cu un bărbat pe care-l întâlnește după un accident de mașină și care se oferise să-i plătească scurta spitalizare. Cei doi înoată în piscina acestuia, Sil îl forțează și-i spune că vrea un copil cu el, iar acesta refuză. Pe urmele ei sunt Press și Laura care intră în casă. Ea îl ucide pe bărbat și fuge dezbrăcată într-o pădure din apropiere fără a fi văzută de către membrii echipei. Ea intră într-o mașină și pretinde a fi victima unui viol, pentru ca apoi să-o răpească pe femeia de la volan. Ea își falsifică moartea lovind  mașina femeii de un transformator de înaltă tensiune și tăindu-și un deget.
După ce își tăie părul și-i schimbă culoarea, ea se simte atrasă de Press  și încearcă să-l seducă. În cele din urmă se culcă cu Arden, pe care îl omoară după ce acesta își dă seama cine este și ce a făcut. Restul echipei o urmărește  prin canalizare. Fitch este ulterior ucis și zona în care se află Sil și noul ei născut este distrusă. Press folosește un lansator de grenade pe Sil despicându-i capul. Ultimii trei membrii ai echipei părăsesc zona. Ultima scenă a filmului prezintă un șobolan care mănâncă  unul dintre tentaculele rupte ale lui Sil, apoi șobolanul începe să se transforme într-o bestie vicioasă care atacă cu limba un alt șobolan.

## Distribuție
- Ben Kingsley ca Xavier Fitch
- Michael Madsen ca Preston "Press" Lennox
- Alfred Molina ca Dr. Stephen Arden
- Forest Whitaker ca Dan Smithson
- Natasha Henstridge ca Sil
- Marg Helgenberger ca Dr. Laura Baker
- Michelle Williams ca tânăra Sil
- Whip Hubley ca John Carey

## Producție
Creatura a fost creată și desenată de artistul elvețian H. R. Giger, cel care a creat și creatura xenomorfă din filmele Alien.

## Nuvelizare
Scrisă de Yvonne Navarro pe baza scenariului original, cartea oferă mai multe detalii despre personaje, cum ar fi capacitatea lui Sil de a vizualiza mirosuri și de a determina existența substanțelor nocive din produsele alimentare pe baza culorilor. Gazul îi apare negru, alimentele sunt roz, iar un partener potențial nesănătos pare a degaja vapori verzi. Alte detalii includ activitățile lui Press de urmărire a soldaților AWOL, precum și procesul de decodare a semnalului extraterestru. Deși nu sunt date indicii cu privire la originea sa, se menționează faptul că mesajul a fost cumva direcționat prin câteva găuri negre pentru a ascunde punctul său de origine.
Părți din aceste scene suplimentare și alte detalii sunt prezentate într-o serie de benzi desenate editată de Titan Books. Există, de asemenea, o nuvelizare a lui Yvonne Navarro pentru Specii II, care, similar, se bazează pe scenariul filmului original având scene noi adăugate.

## Recepție
Filmul Specii a primit recenzii împărțite, majoritatea negative. Scorul pe Rotten Tomatoes este de 36%  pe baza a 30 de opinii (12 pozitive, 18 negative). Roger Ebert a dat filmului 2 stele din 4, criticând scenariul filmului pe care-l consideră  lipsit total de inteligență. Cristine James de la revista Boxoffice a dat filmului 2 stele din 5, descriindu-l ca "... 'Alien' întâlnește 'V' întâlnește 'Splash' întâlnește 'Playboy's Erotic Fantasies: Forbidden Liaisons,' totul diluat într-o plictiseală difuză prost direcționată." James Berardinelli a dat filmului 2 stele și jumătate din 4, afirmând că  "atâta timp cât nu te oprești să te gândești la ceea ce se întâmplă, Specii este capabil să ofere câțiva fiori ieftini, având la fel de bine un moment sau două care provoacă râsul".